# Ivan Sergei
Ivan Sergei Gaudio (ur. 7 maja 1971) – amerykański aktor.

## Życiorys

### Wczesne lata
Urodził się w Hawthorne, w stanie New Jersey. Jego rodzina była pochodzenia holenderskiego i włoskiego. W 1989 ukończył Hawthorne High School, gdzie grał w drużynie koszykówki. Zanim rozpoczął karierę ekranową, sprzedawał gazety i występował na scenie off-Broadwayu. 

### Kariera
Debiutował na dużym ekranie rolą zastraszonego i zmartwionego Hero, jednego z uczniów szkoły średniej w dramacie Młodzi gniewni (Dangerous Minds, 1995) z Michelle Pfeiffer. Oczarował wszystkich telewizyjną rolą przybranego syna potężnego szefa przestępczej organizacji w kanadyjskim filmie akcji Zbrodnicze tradycje (Once a Thief, 1996) Johna Woo.
Wystąpił potem w niezależnym wzruszającym westernie Ostatnia misja (Gunfighter's Moon, 1997). Nietypową rolę, pełną humoru i dystansu postać biseksualnego kochanka, manipulowanego przez przyrodnią siostrę swojego partnera, stworzył na dużym ekranie w komedii Wojna płci (The Opposite of Sex, 1998). Po zagraniu telewizyjnej roli Davida 'Jilla' Jillefsky'ego w sitcomie Warner Bros. Jack i Jill (Jack & Jill, 1999-2001) szybko zdobył sławę na szklanym ekranie. Pojawił się również w serialu Czarodziejki (Charmed, 2006) jako Henry Mitchell. W 2008 zagrał główną rolę archeologa w trylogii Jack Hunter.

## Życie prywatne
W 1996 był związany z Sandrine Holt. W latach 1996–1997 spotykał się z modelką i aktorką Jenny McCarthy. W 2001 poznał Tanyę. W sierpniu 2003 pobrali się i zamieszkali razem w Los Angeles. Jednak w roku 2009 doszło do rozwodu. W latach 2009–2010 był związany z Krysten Ritter. W październiku 2020 poślubił Kristin.

## Filmografia

### Filmy fabularne
- 1990: Ghoul School jako O'Rawe
- 1995: Ostatnia misja (Gunfighter's Moon) jako Spud Walker
- 1995: Młodzi gniewni (Dangerous Minds) jako Huero
- 1998: Airtime (film krótkometrażowy)
- 1998: Wojna płci (The Opposite of Sex) jako Matt Mateo
- 2000: Jak Mona Lisa (Playing Mona Lisa) jako Eddie / Carl / Ben
- 2001: Wielki dzień (The Big Day) jako John
- 2003: Kasjerzy czy kasiarze? (Scorched) jako Mark
- 2006: Sztuka zrywania (The Break-Up) jako Carson Wigham
- 2011: Final Sale jako Ryan Graves
- 2012: Unstable jako Nick Reese
- 2012: Jewtopia jako Christian O’Connell
- 2012: Wampirzyce (Vamps) jako detektyw
- 2014: Anglik, który mnie kochał (Some Kind of Beautiful) jako Tim Prince

### Filmy TV
- 1994: Bionic Ever After? jako Astaad Rashid
- 1995: Gdyby ktoś się dowiedział... (If Someone Had Known) jako Jim Pettit
- 1996: Star Command jako Phillip Jackson
- 1996: Przyjaciele dobrzy i źli (The Rockford Files: Friends and Foul Play) jako Corey Honeywell
- 1996: Zbrodnicze tradycje (Once a Thief) jako Mac Ramsey
- 1996: Mamo, mogę spać z mordercą? (Mother, May I Sleep with Danger?) jako Billy Jones
- 2006: Córka Mikołaja (Santa Baby) jako Luke
- 2008: Kochać i umrzeć (To Love and Die) jako Blue
- 2008: Jack Hunter i zaginiony skarb Ugaritu jako Jack Hunter
- 2008: Jack Hunter i grobowiec Akenatena jako Jack Hunter
- 2009: Jack Hunter i Gwiazda Niebios (Jack Hunter: Star of Heaven) jako Jack Hunter
- 2009: W samo południe (High Noon) jako Duncan Swift

### Seriale TV
- 1994: Dotyk anioła (Touched by an Angel) jako Peter Enloe
- 1995: Cybill jako Kelly
- 1996: Ich pięcioro (Party of Five) jako Sean
- 1996: Więzy krwi (Kindred: The Embraced) jako Zane
- 1996–1998: Był sobie złodziej (Once a Thief) jako Mac Ramsey
- 1999-2001: Jack i Jill (Jack & Jill) jako David 'Jill' Jillefsky
- 2002: Środa 9:30 (8:30 Central) jako David Weiss
- 2002-2004: Jordan (Crossing Jordan) jako dr Peter Winslow
- 2004: Hawaje (Hawaii) jako detektyw Danny Edwards
- 2004: 10:5 w skali Richtera (10.5) jako dr Zack Nolan
- 2005: Drive jako Alex Tully
- 2005–2006: Czarodziejki (Charmed) jako Henry
- 2008: CSI: Kryminalne zagadki Miami jako Greg Donner
- 2008–2009: Poślubione armii jako Collin Richards
- 2009: Magazyn 13 jako Ross
- 2012: Mentalista jako Gabe Mancini
- 2013: CSI: Kryminalne zagadki Las Vegas jako Ivan Cafferty
- 2013: Anatomia prawdy jako Sergei Damanov
- 2013–2014: Twisted jako Jack Taylor
- 2015: Castle jako Cole Whitfield
- 2016: Agenci NCIS: Nowy Orlean jako agent John Russo
- 2019: BH90210 jako Nate